# Acleris porphyrocentra
Acleris porphyrocentra là một loài bướm đêm thuộc họ Tortricidae. Nó được tìm thấy ở Vân Nam (Trung Quốc).